# Веретейка (річка)
Веретейка, Вереція — річка у Вовковиському, Мостівському й Берестовицькому районах, Гродненська область, Білорусь. Права притока річки Свіслоч (басейн Німану).

## Опис
Довжина річки 35 км, похил річки 1,2 м/км , сточище — 321 км² , середньорічний стік 1,7 м³/с . Формується притоками, безіменними струмками та загатами. Річище на всьому протязі каналізоване.

## Розташування
Бере початок біля села Збори. Тече переважно на північний схід через село Гудевичі і на південний захід від села Ярмоліки впадає у річку Свіслоч, ліву притоку річки Німан.